# Hyalocoa kozhantshikovi
Hyalocoa kozhantshikovi är en fjärilsart som beskrevs av Leo Andrejewitsch Sheljuzhko 1918. Hyalocoa kozhantshikovi ingår i släktet Hyalocoa och familjen björnspinnare. Inga underarter finns listade i Catalogue of Life.